# ヴィーチェスラフ・ノヴァーク
ヴィーチェススラフ・ノヴァーク（チェコ語: Vítězslav Novák [ˈviːcɛslaf ˈnovaːk], 1870年12月5日 - 1949年 7月18日）は、チェコの作曲家・音楽教師。ヴィテツラフ・ノヴァークなどとも表記される。

## 経歴
カメニツェ・ナト・リポウ出身。プラハ音楽院に進み、ヨセフ・スクに一年遅れてドヴォルザークのマスタークラスに学ぶ。1909年から1920年までノヴァーク自身も母校プラハ音楽院で教鞭を執り、この活動に作曲以上に没頭した。その後はマスタークラスを催し、没するまで多少作曲を続けた。1949年、スクテチュにて他界。
1945年には「人民芸術家」（Národní umělec）の称号を贈られている。

## 作曲作品・作風について
ノヴァークは、R.シュトラウスやドビュッシーなどの20世紀初頭の新しい音楽にも多少は影響されている（例えば、ピアノ曲集《冬の夜の歌》Op.30など）がスメタナを崇拝し、終生にわたって後期ロマン派音楽様式にとどまった。作風は、スラヴ的なものもあれば、近代フランス印象主義の影響を受けたものもあり、いずれもその堅固な構成が作品に統一感をもたらしている。
ノヴァークの作品は、1890年に自ら収集・研究したモラヴィアやスロバキアの民族音楽にいくぶん影響されている。多くの交響詩や管弦楽組曲が含まれ、中でも《タトラ山にて》（1902年）、《永久なる憧れ》、《トマンと森の精》、組曲《パン》（1910年、原曲はピアノ曲、後にオーケストレーションされた）、《スロヴァツコ組曲（スロヴァキア組曲）》、《南ボヘミア組曲》が有名である。ほかにカンタータ《嵐》（1910年）と《死の花嫁》や、オペラも数曲ある。《秋の交響曲》と《5月の交響曲》は合唱つき作品でオラトリオに近いといわれる。
室内楽や器楽曲にも見るべき作品は多く、3つの弦楽四重奏曲のほか、《ヴァイオリン・ソナタ ニ短調》、《ピアノ五重奏曲イ短調》、《ピアノ三重奏曲〈バラード風に〉ト短調》、《ピアノ・ソナタ〈英雄〉》、ピアノ曲《シューマンの主題による変奏曲》などがある。オルガン曲や合唱曲も残している。

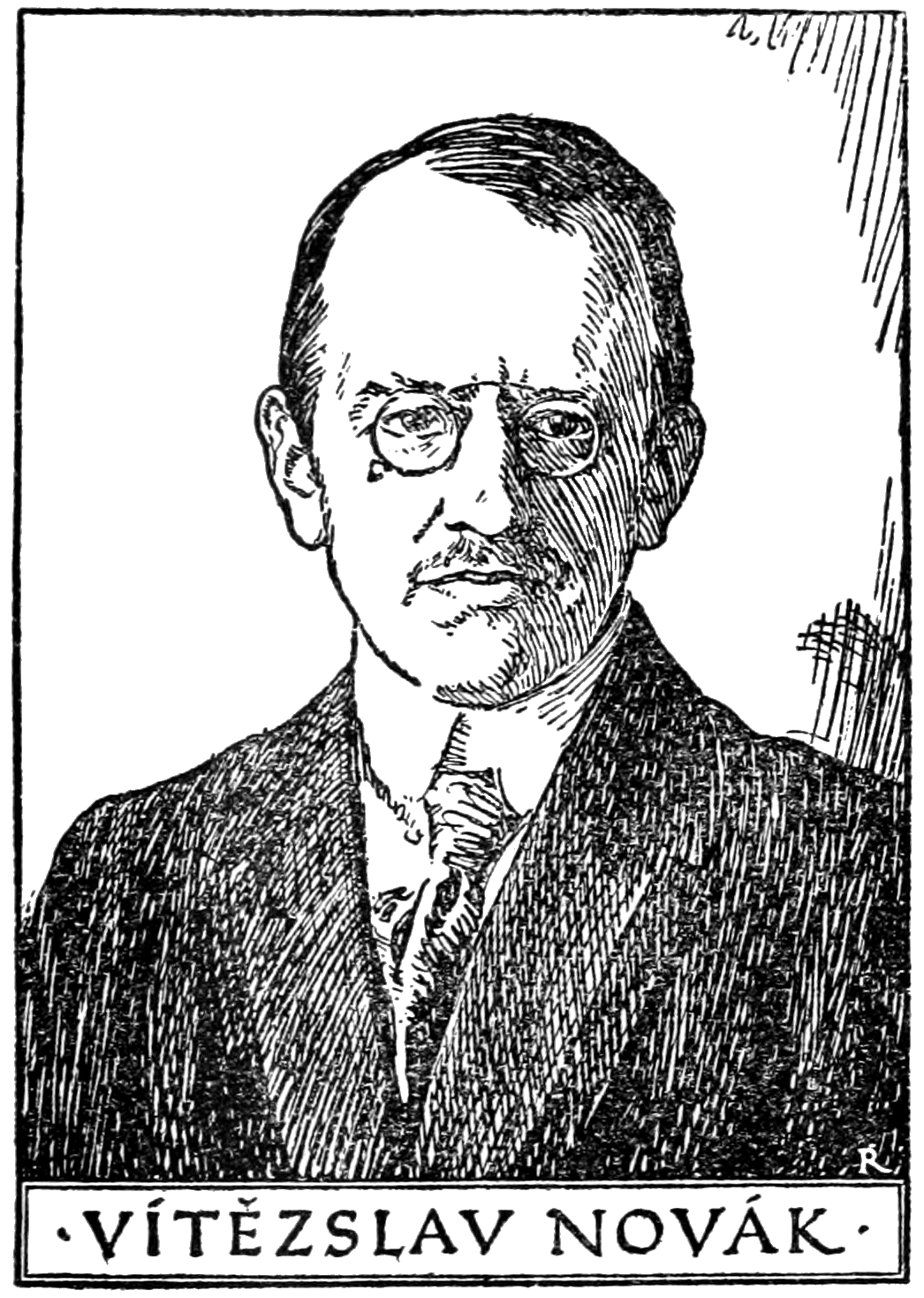
版画
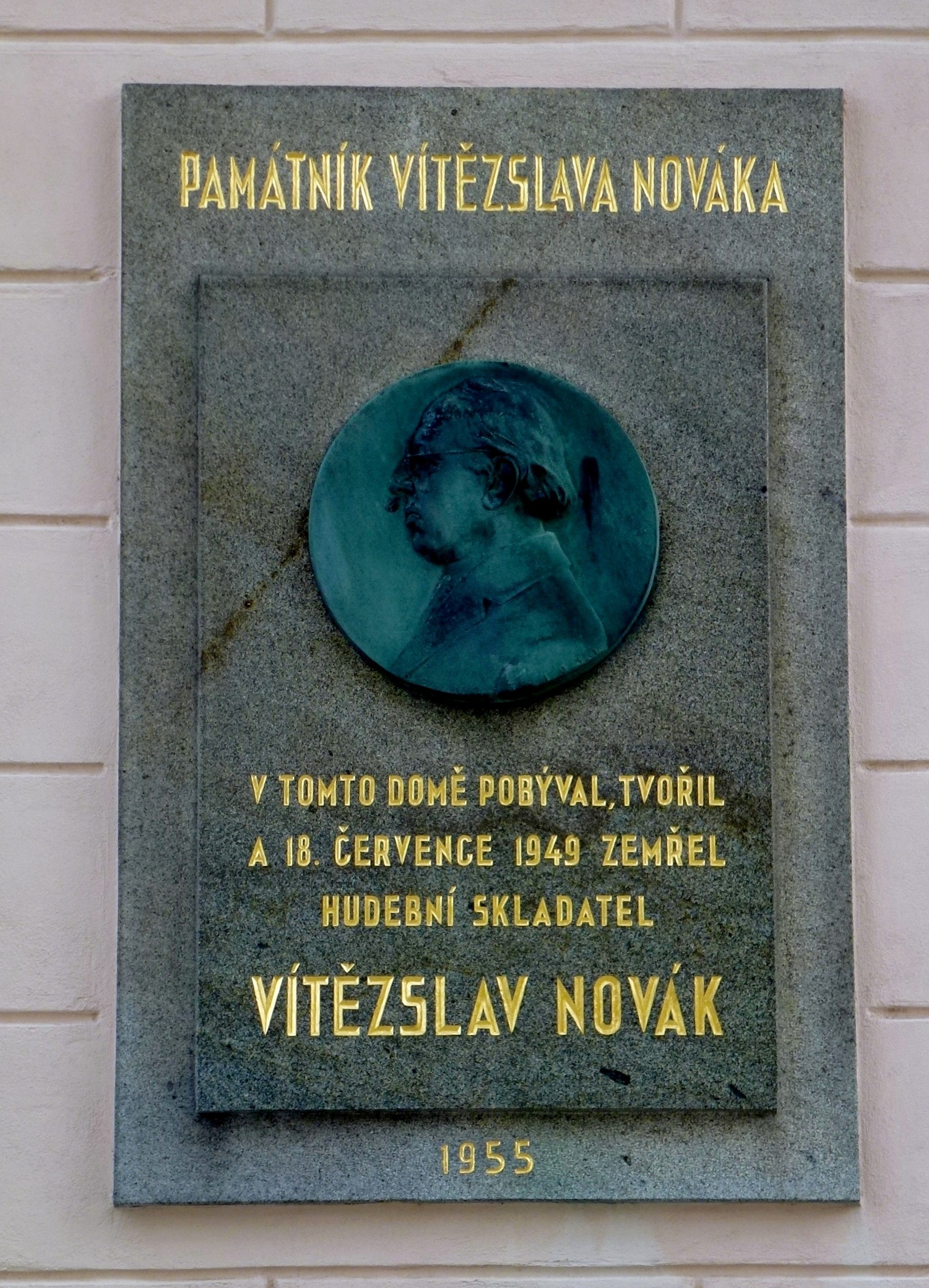
記念レリーフ
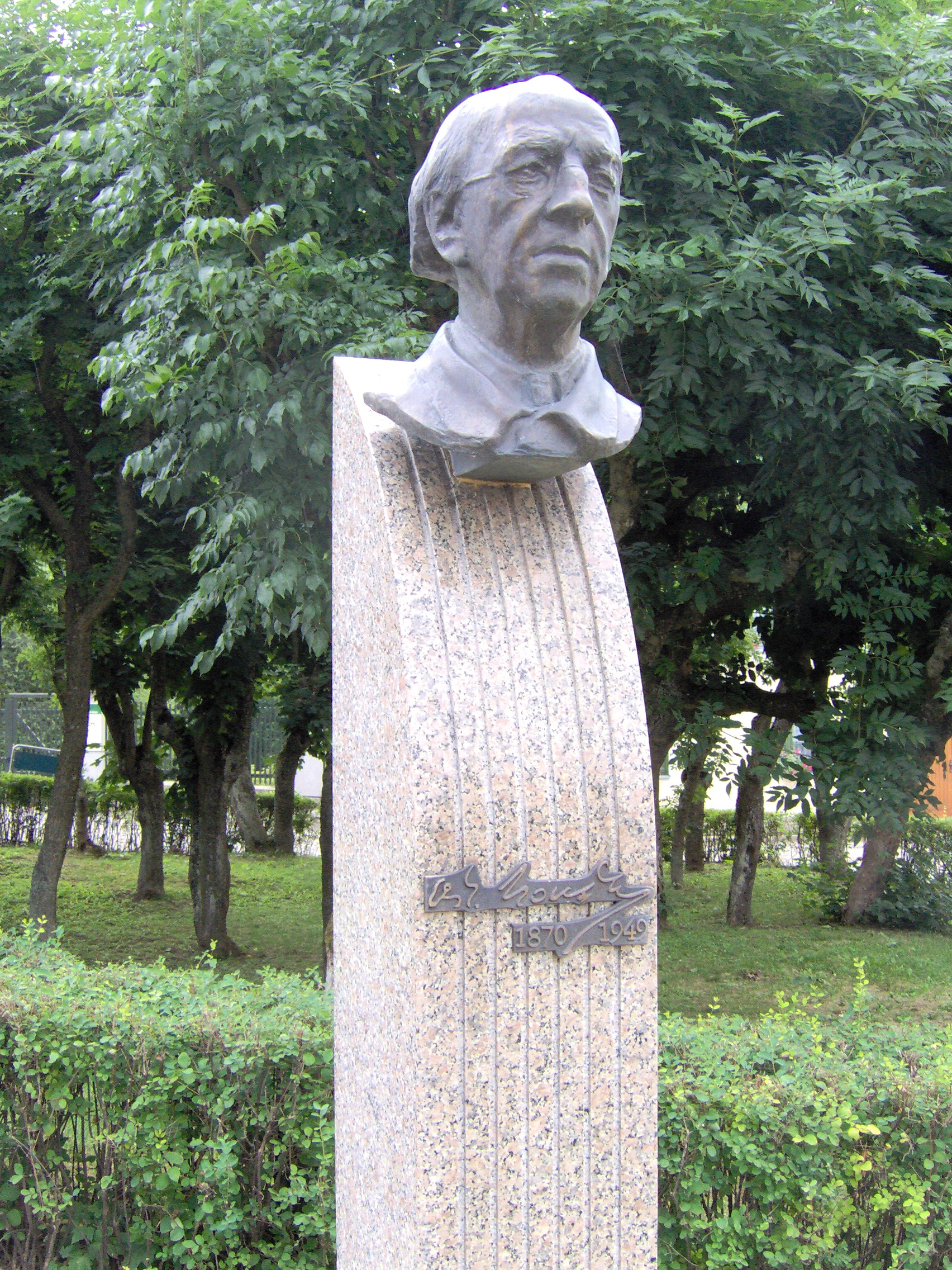
胸像